# Westpolder (Het Hogeland)
Westpolder is een streek in de gemeente Het Hogeland in het noordwesten van de provincie Groningen.
De gelijknamige polder, ten noorden van Vierhuizen, ligt op de grens van de voormalige Lauwerszee en de Waddenzee. De polder werd aangelegd in de jaren 1873 tot 1876. Zowel tijdens de aanleg, in 1874, als direct na de voltooiing, in de nacht van 30 op 31 januari 1877, werd de polder getroffen door een stormvloed, waarbij in totaal 27 mensen omkwamen; 13 personen (4 mannen, 2 vrouwen en 7 kinderen, waaronder een heel gezin met 5 kinderen en de jongste broer van de vrouw) bij de aanleg in 1874 en 13 inwoners en een meisje in 1877 (tijdens dezelfde watersnood liep ook de Panserpolder onder en ook de Reiderwolderpolder; aldaar kwamen 37 mensen om). Van de laatste doden werden 13 in een massagraf op het oude kerkhof van Vierhuizen begraven (in 1931 voorzien van een gedenkteken) en het 14e slachtoffer, een meisje dat te gast was in de polder, in Houwerzijl.

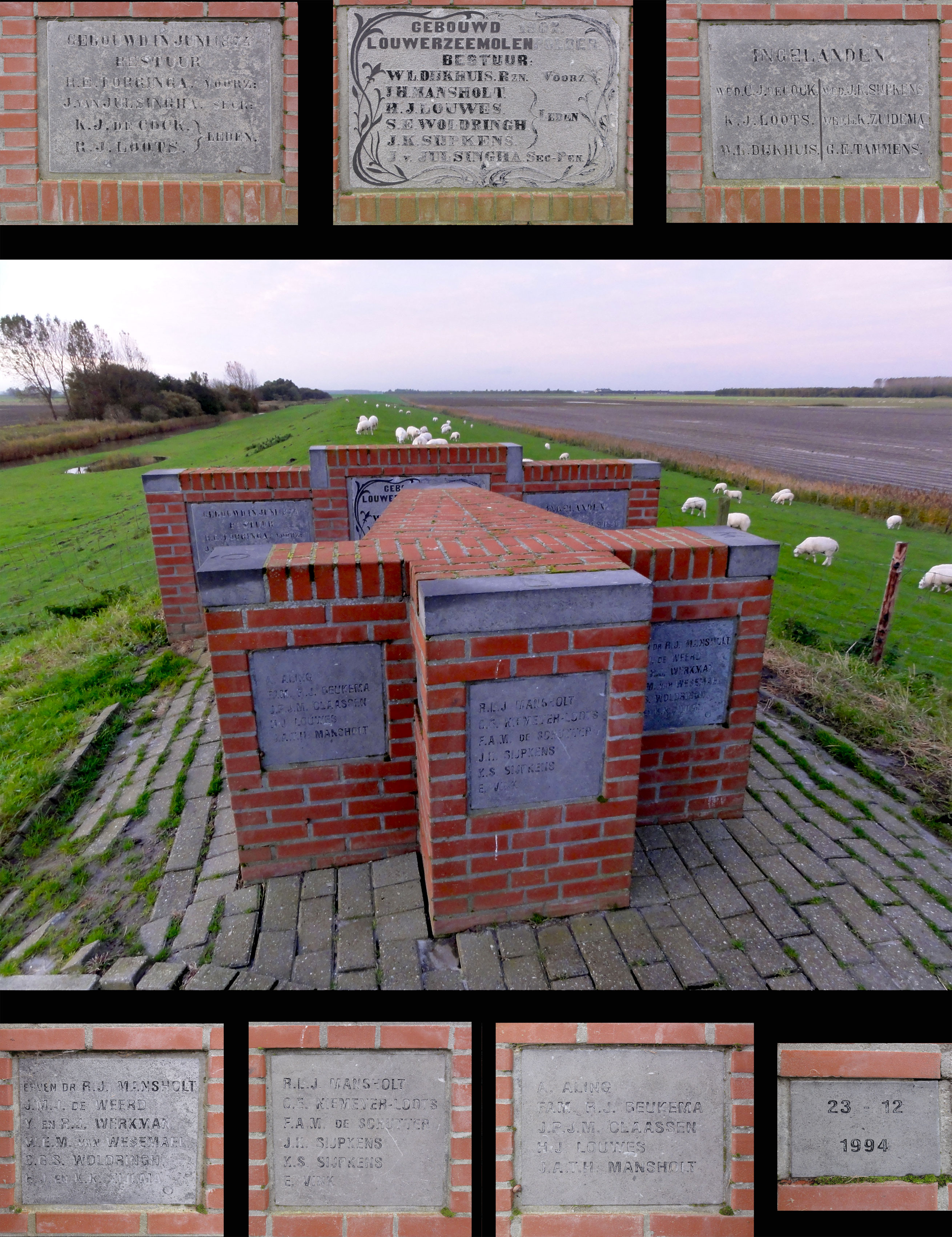
Monument Westpolder op de oude Lauwerszeedijk

De Westpolder wordt gedomineerd door zeven grote boerderijen die in lijn van zuidwest naar noordoost midden in de polder staan. De bekendste is Torum, vernoemd naar het verdronken dorp Torum in de Dollard. Torum werd gebouwd door Derk Roelof Mansholt, grootvader van Sicco Mansholt. Sicco is geboren op Torum.
Langs de zeedijk ligt een aantal eendenkooien.

## Monument
In 1994 werd op de oude Lauwerszeedijk een monument onthuld als herinnering, door middel van een aantal oude herdenkingsstenen, aan de geschiedenis van de polder. Het zijn stenen die herinneren aan de indijking van de Westpolder in 1873 tot 1876, de aanleg van uitwateringsduikers en de plaatsing in 1907 van de windmolen Hercules. Deze molen heeft gefunctioneerd tot 1937 toen hij werd vervangen door een gemaal. Ook dit gemaal is inmiddels afgebroken.